# Шеллефтео
Шелефтео (швед. Skellefteå) — місто на північному сході Швеції, в лені Вестерботтен, на річці Шеллефтеельвен. Центр однойменної комуни. Через місто проходить європейський автомобільний маршрут E04. На відстані 17 км на південь знаходиться аеропорт «Шеллефтео». У місті розташовані металургійні підприємства компанії «Boliden AB», гідроелектростанція компанії «Skellefteå Kraft».
У місті народився шведський письменник, автор всесвітньо відомої трилогії «Міленіум» Стіґ Ларссон. Назва міста згадується в книзі «Дівчина з татуюванням дракона». Саме туди їде дочка Мікаеля Блумквіста в літній табір біблійної школи громади «Світло життя».
Місто відоме своєю однойменною хокейною командою. За версією «Hockey Archives» в сезоні 2012—2013 рр. вона посіла третє місце серед клубів Європи, включаючи КХЛ.

## Клімат
| Клімат Шеллефтео        | Клімат Шеллефтео | Клімат Шеллефтео | Клімат Шеллефтео | Клімат Шеллефтео | Клімат Шеллефтео | Клімат Шеллефтео | Клімат Шеллефтео | Клімат Шеллефтео | Клімат Шеллефтео | Клімат Шеллефтео | Клімат Шеллефтео | Клімат Шеллефтео | Клімат Шеллефтео |
| Показник                | Січ.             | Лют.             | Бер.             | Квіт.            | Трав.            | Черв.            | Лип.             | Серп.            | Вер.             | Жовт.            | Лист.            | Груд.            |                  |
| Абсолютний максимум, °C | 8,5              | 10,2             | 15,1             | 21,5             | 29,2             | 34,0             | 32,4             | 30,7             | 23,3             | 20,3             | 12,5             | 10,2             |                  |
| Середній максимум, °C   | −4               | −3,5             | 1,6              | 7,1              | 13,7             | 18,6             | 21,2             | 19,6             | 14,2             | 6,8              | 1,6              | −0,9             |                  |
| Середня температура, °C | −7,8             | −7,8             | −3,1             | 2,4              | 8,5              | 13,5             | 16,4             | 14,9             | 10,1             | 3,7              | −1,2             | −4,3             |                  |
| Середній мінімум, °C    | −11,6            | −12              | −7,8             | −2,3             | 3,2              | 8,4              | 11,6             | 10,2             | 6,0              | 0,6              | −4               | −7,6             |                  |
| Абсолютний мінімум, °C  | −35,3            | −36,9            | −32,5            | −18,4            | −6,6             | −1,7             | 3,2              | −1,9             | −6,1             | −18,1            | −27,7            | −37,1            |                  |
| Норма опадів, мм        | 44.3             | 34.3             | 31.8             | 29.4             | 44.9             | 58.7             | 71.2             | 62.1             | 64.2             | 61.6             | 52.2             | 58.0             |                  |
| ----------------------- | ---------------- | ---------------- | ---------------- | ---------------- | ---------------- | ---------------- | ---------------- | ---------------- | ---------------- | ---------------- | ---------------- | ---------------- | ---------------- |

## Промисловість
- Boliden AB, велика гірничо-металургійна компанія
- Skellefteå Kraft, найбільша енергетична компанія у Шеллефтео
- Northvolt, компанія з виробництва літій-іонних акумуляторних батарей[3]

## Транспорт
- Порт Шеллефтео
- Аеропорт Шеллефтео
- Залізнична станція Шеллефтео

## Відомі люди
- Інгрід Гарсія-Йонссон (* 1991) — іспанська акторка.